# František Junek
František Junek (17. ledna 1907, Karlín — 19. března 1970) byl český fotbalista, československý reprezentant.

## Sportovní kariéra
V lize hrál za Čechii Karlín, Slavii Praha a SK Kladno,odehrál v ní 133 záp. a vstřelil 48 gólů.
Hrál zpravidla na pravém křídle, i ve finále mistrovství světa 1934 nastoupil na pravém křídle útoku Junek–Svoboda–Sobotka–Nejedlý–Puč. Byl charakterizován jako nevelký, snědý a hbitý útočník. Vyrostl v týmu Čechie Karlín, odkud v roce 1928 přestoupil do pražské Slávie.
V roce 1929 poprvé nastoupil v reprezentaci, odehrál v ní 32 zápasů a nastřílel svým soupeřům 7 gólů. Byl držitel stříbrné medaile z mistrovství světa v Itálii roku 1934.Ve Středoevropském poháru má bilanci 19 záp. – 5 gólů.
| ročník  | záp. | góly | klub          |
| ------- | ---- | ---- | ------------- |
| 1925/26 | –    | 0    | Čechie Karlín |
| 1927/28 | –    | 4    | Čechie Karlín |
| 1928/29 | –    | 6    | Slavia Praha  |
| 1929/30 | –    | 13   | Slavia Praha  |
| 1930/31 | –    | 5    | Slavia Praha  |
| 1931/32 | –    | 6    | Slavia Praha  |
| 1932/33 | –    | 9    | Slavia Praha  |
| 1933/34 | –    | 2    | Slavia Praha  |
| 1934/35 | –    | 3    | Slavia Praha  |
| 1935/36 | –    | 0    | SK Kladno     |
| 1936/37 | –    | 0    | SK Kladno     |
| celkem  | 133  | 48   |               |